# Hubert Petschnigg
Hubert Petschnigg (31. října 1913, Klagenfurt - 15. září 1997, hrad Pyrmont, Německo) byl rakouský architekt.

## Mládí
Maturoval na gymnasiu ve Villachu, v roce 1934 začal studovat architekturu na technické vysoké škole ve Vídni a vstoupil do Kösener Corps Hansea ve Vídni. Před skončením studii nastoupil do armády. Po skončení 2. světové války v roce 1946 pokračoval ve studiu na technické vysoké škole ve Štyrském Hradci a v roce 1947 získal diplom inženýra.

## Práce
V roce 1948 pracoval v kanceláři Helmuta Hentricha a Hanse Heusera. Po smrti Hanse Heusera 1953 nastoupil na jeho místo a s Hentrichem utvořili kancelář architektů. V letech 1959 byla kancelář rozšířena o šest partnerů a jmenovala se potom HPP Hentrich-Petschnigg & Partner.
V roce 1962 se stal členem sboru Kösener Marchia Brno. Roku 1977 obdržel od Technické univerzity v Štýrskem Hradci titul Čestný senátor a v roce 1982 obdržel Spolkový záslužný kříž 1. třídy Spolkové republiky Německo, což pro něj jako rakouského občana byla obzvláštní pocta.. V roce 1988 se stal čestným členem Sdružení inženýrů a architektů Severní Porýní-Vestfálsko.
Patřil k nejznámějším architektům své doby, jeho zájem byl především věnován péči o staré památky. Obnovil mnohé staré stavby, mimo jiné vlastní hrad Pyrmont v Eifelu, na kterém jako hradní pán trávil se svojí manželkou svoje poslední léta.

## Dílo (výběr)
- Bayer Leverkusen v ústředí (1963 ukončena)
- BASF v Ludwigshafenu mrakodrap
- Carsch-Haus v Düsseldorfu
- VEBA sídlem v Düsseldorfu (prošel 11. prosince 1974)
- Finsko doma v Hamburku (1966 ukončena)
- IBM pobočku v Düsseldorfu (1978 ukončena)
- Ministerstvo vnitra Severní Porýní-Vestfálsko v Düsseldorfu (1980 dokončena)
- RWI-Haus v Düsseldorfu (1973 ukončena)
- Ruhr-University Bochum
- Silver Palace v Duisburgu (1978 dokončena)
- Standard Bank Centre v Johannesburgu (1970 ukončena)
- Star ubytování v Düsseldorfu (1972 ukončena)
- Thyssen-Haus v Düsseldorfu (1960 ukončena)
- Trinkaus-Center v Düsseldorfu (1975 ukončena)
- TÜV Rheinland dokončené budovy v Kolíně nad Rýnem (1974)
- Vierscheibenhaus z WDR v Kolíně nad Rýnem (1970 ukončena)
- Bayer-Hochhaus, Leverkusen (1963 dokončeno)
- Friedrich-Engelhorn-Hochhaus, Ludwigshafen am Rhein (1957 dokončeno)
- VEBA-Hauptverwaltung v Düsseldorfu (11. prosinec 1974 odovzdané)
- Finnlandhaus v Hamburku (1966 dokončeno)
- IBM Niederlassung v Düsseldorfu (1978 dokončeno)
- Innenministerium des Landes Nordrhein-Westfalen v Düsseldorfu (1980 dokončeno)
- Rheinisch-Westfälisches Institut für Wirtschaftsforschung-Haus, Düsseldorf (1973 dokončeno)
- Ruhr-Universität, Bochum (1974 dokončeno)
- Silberpalais, Duisburg (1978 dokončeno)
- Standard Bank Centre, Johannesburg (1970 dokončeno)
- Sternhaus, Düsseldorf (1972 dokončeno)
- Thyssen-Haus, Düsseldorf (1960 dokončeno)
- Trinkaus-Center, Düsseldorf (1975 dokončeno)
- TÜV Rheinland Gebäude, Kolín nad Rýnem (1974 dokončeno)
- Vierscheibenhaus des Westdeutscher Rundfunk Köln, Kolíně nad Rýnem (1970 dokončeno)